# Certoka ezers (Valnezers)
Certoka ezers (Valnezers) este o arie protejată (arie specială de conservare — SAC, sit de importanță comunitară — SCI, arie de protecție specială avifaunistică — SPA) din Letonia întinsă pe o suprafață de 54,15 ha, integral pe uscat.

## Localizare
Centrul sitului Certoka ezers (Valnezers) este situat la coordonatele 56°05′00″N 27°07′15″E / 56.0833°N 27.1208°E.

## Înființare
Situl Certoka ezers (Valnezers) a fost declarat arie de protecție specială avifaunistică în decembrie 2002 pentru a proteja 1 specie de plante și 8 specii de animale. Alte tipuri de protecție:
- sit de importanță comunitară (în mai 2004)
- arie specială de conservare (în mai 2004)[1][3][4]

## Biodiversitate
Situată în ecoregiunea boreală, aria protejată conține 5 habitate naturale: Lacuri eutrofice naturale cu vegetație de tip Magnopotamion sau Hydrocharition, Mlaștini turboase de tranziție și turbării mișcătoare, Taiga vestică, Păduri de conifere pe eskere fluvioglaciare sau legate la acestea, Păduri caducifoliate de mlaștină fino-scandinave.
La baza desemnării sitului se află mai multe specii protejate:
- plante (1): dedițelul (Pulsatilla patens)
- păsări (6): minunița (Aegolius funereus), cocoșul de mesteacăn (Bonasa bonasia), Bucephala clangula, caprimulg (Caprimulgus europaeus), ciocănitoare neagră (Dryocopus martius), ciocănitoare de munte (Picoides tridactylus)
- nevertebrate (2): Dytiscus latissimus, libelule (Leucorrhinia pectoralis)

Pe lângă speciile protejate, pe teritoriul sitului au mai fost identificate 11 specii de plante, 1 specie de amfibieni, 1 specie de nevertebrate.